# Coulão

Localização de Coulão, na Índia

Coulão (Kollam em malaiala) é uma cidade do estado de Querala, na Índia. Existem também as grafias alternativas de Coullam ou Quilon.
Em 1505 os portugueses fundaram aqui uma feitoria, tendo em 1518 estabelecido a sua soberania através da construção do Forte de São Tomé. A cidade foi cedida aos Países Baixos em 1661.
Coulão Junção é uma das maiores estações ferroviárias do estado de Kerala